# Kawasaki Ninja ZX-4R
La Kawasaki Ninja ZX-4R es una motocicleta deportiva de 399 cc presentada por el fabricante japonés de motocicletas Kawasaki en 2023.

## Descripción
Tras algunos rumores  y el anuncio a finales de enero,  la moto se presentó por primera vez a principios de febrero de 2023 en Estados Unidos, Asia y Australia.
La moto se caracteriza por ser la única moto deportiva de carretera moderna que cuenta con un motor de cuatro cilindros en línea con una cilindrada de 399 cm³, por lo tanto un motor de muy pequeño volumen pero con un fraccionamiento multicilíndrico.  El motor está montado delante del engranaje y es accionado por un sistema de inyección electrónica indirecta multipunto que consta de 4 inyectores con distribución DOHC de 16 válvulas, cuatro por cada cilindro; Produce unos 57 kW (77 CV), 42 Nm de par y puede alcanzar las 15.000 rpm. La potencia se puede aumentar hasta 80 CV con la ayuda de una caja de aire,dando como velocidad máxima 200km/h.
Hay tres versiones disponibles: la ZX-4R básica, la ZX-4R SE y la ZX-4 RR tope de gama. La Edición Especial se caracteriza por los colores y gráficos inspirados en las motos del equipo oficial Kawasaki que compite en el campeonato SBK y ofrece de serie el Quick Shifter, el parabrisas ahumado, la toma USB y las protecciones del cuadro. La RR se diferencia por el amortiguador trasero de gran tamaño.
El chasis, parcialmente derivado del de la ZX-25R más pequeña, ha sido rediseñado y presenta una estructura enrejada de acero de alta resistencia en forma de diamante sostenida por un basculante trasero curvado. El ángulo del cabezal de dirección es de 23,5°. El peso varía según el nivel de equipamiento, desde 188 kg para el básico y RR hasta 189 kg para el SE.
En la parte delantera, la horquilla telescópica invertida es una Showa SFF-BP (las ZX-4SE y ZX-4RR también tienen un mecanismo de ajuste de precarga), mientras que en la parte trasera hay una suspensión horizontal back-link parcialmente derivada de la horquilla más grande. ZX-10R; la variante ZX-4RR tiene el mismo amortiguador trasero Showa BFRC-lite que la Ninja ZX-10R. El sistema de frenos delantero consta de dos discos semiflotantes de 290 mm y pinzas radiales monobloque, mientras que el trasero utiliza un único disco de 220 mm. Las llantas de aleación de 17 pulgadas están equipadas con neumáticos 120/70 delante y 160/60 detrás, respectivamente.

## Galeria

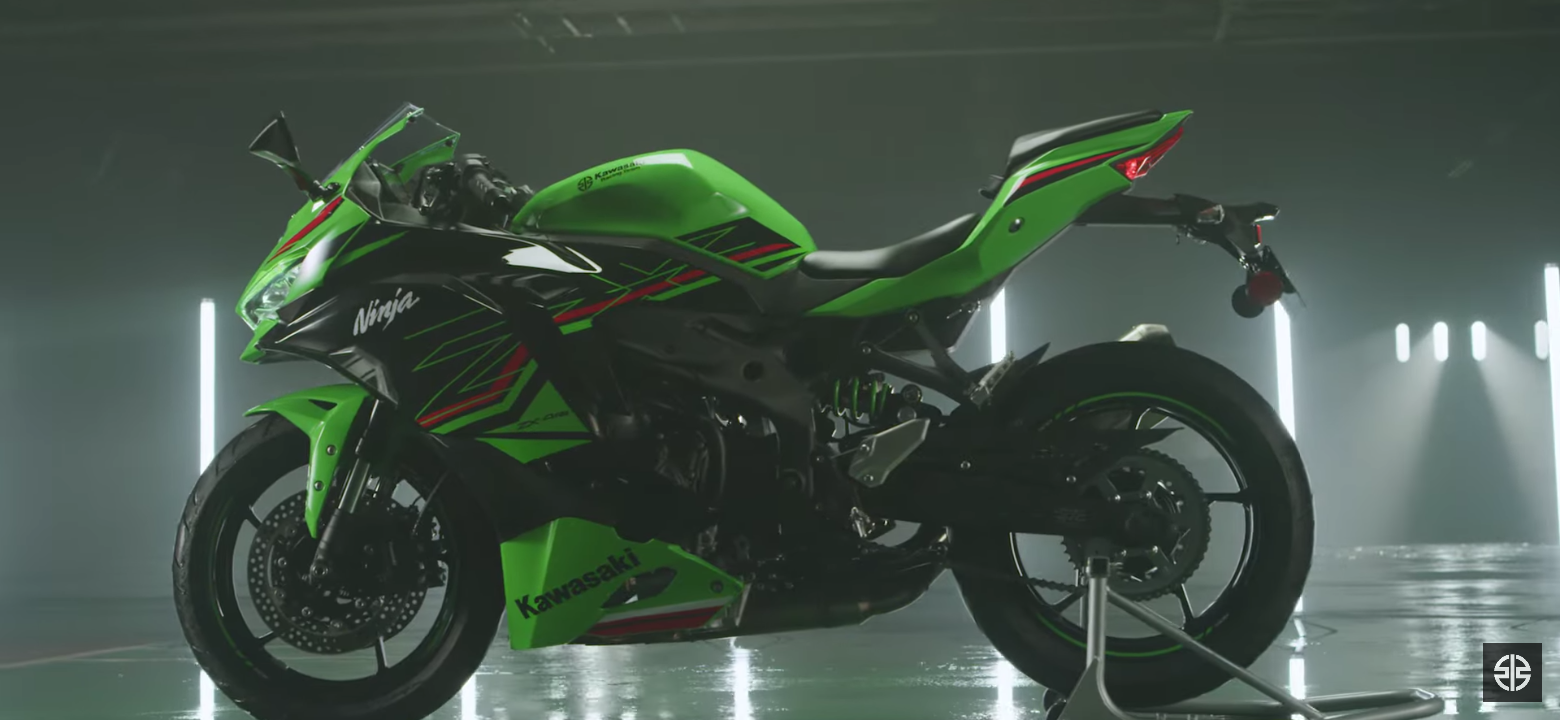
Kawasaki ZX-4R
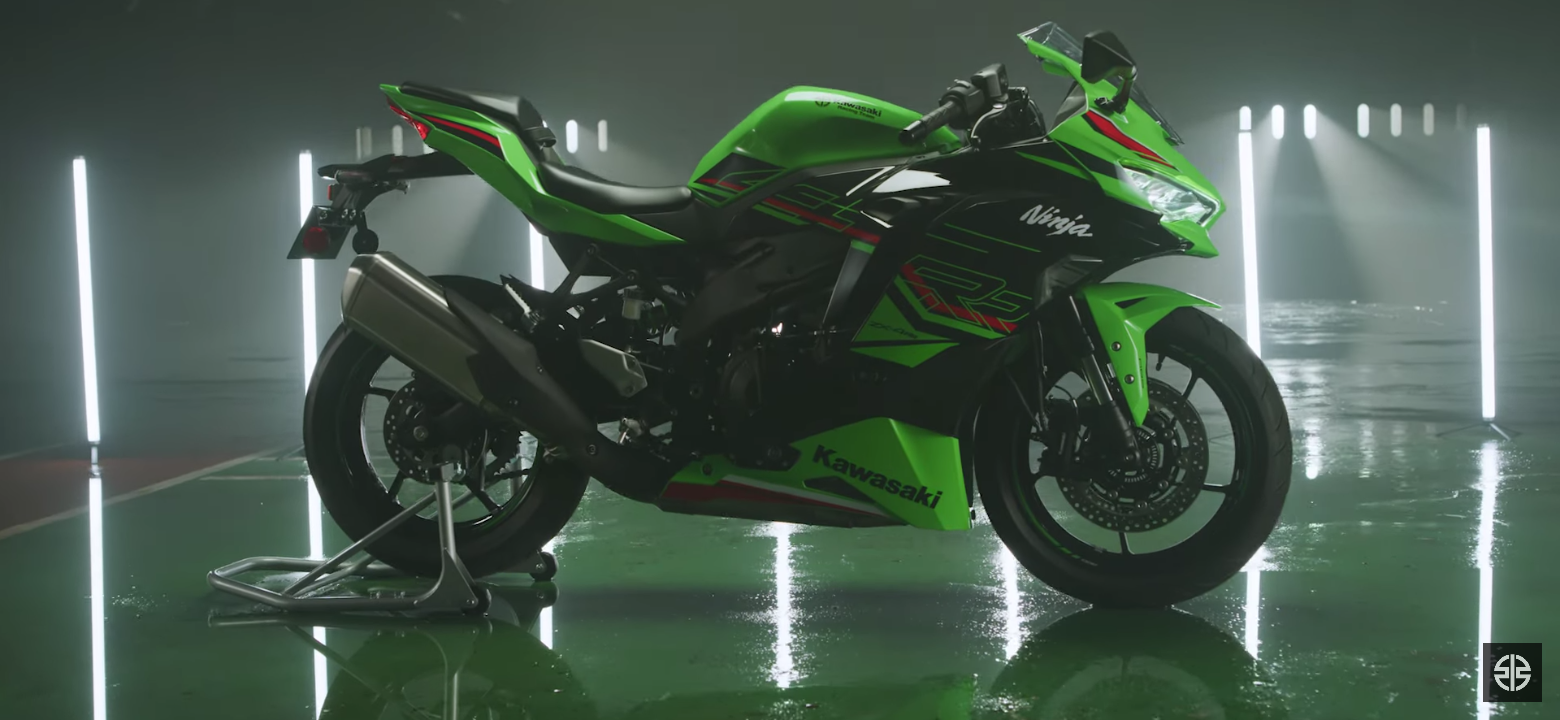
Kawasaki ZX-4R
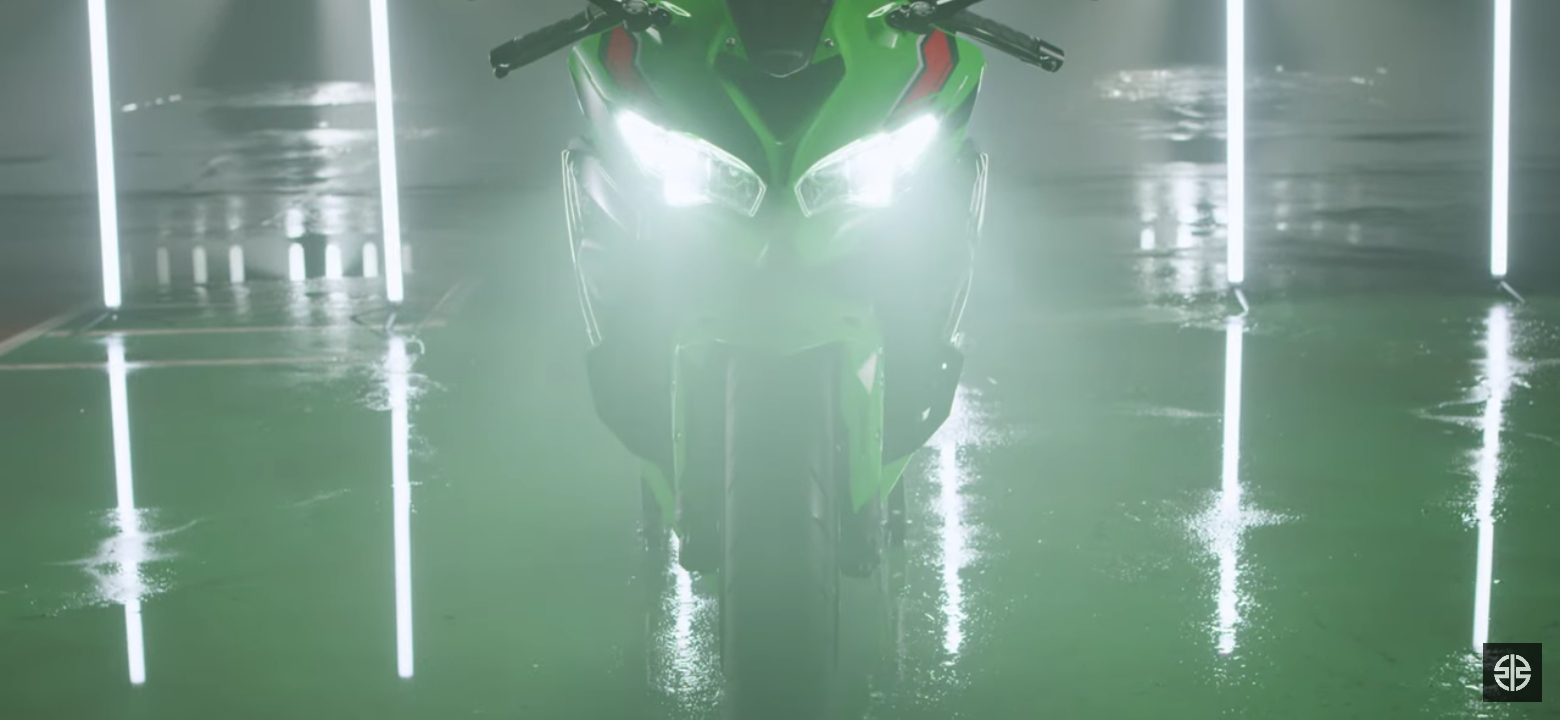
Frontal de Kawasaki ZX-4R
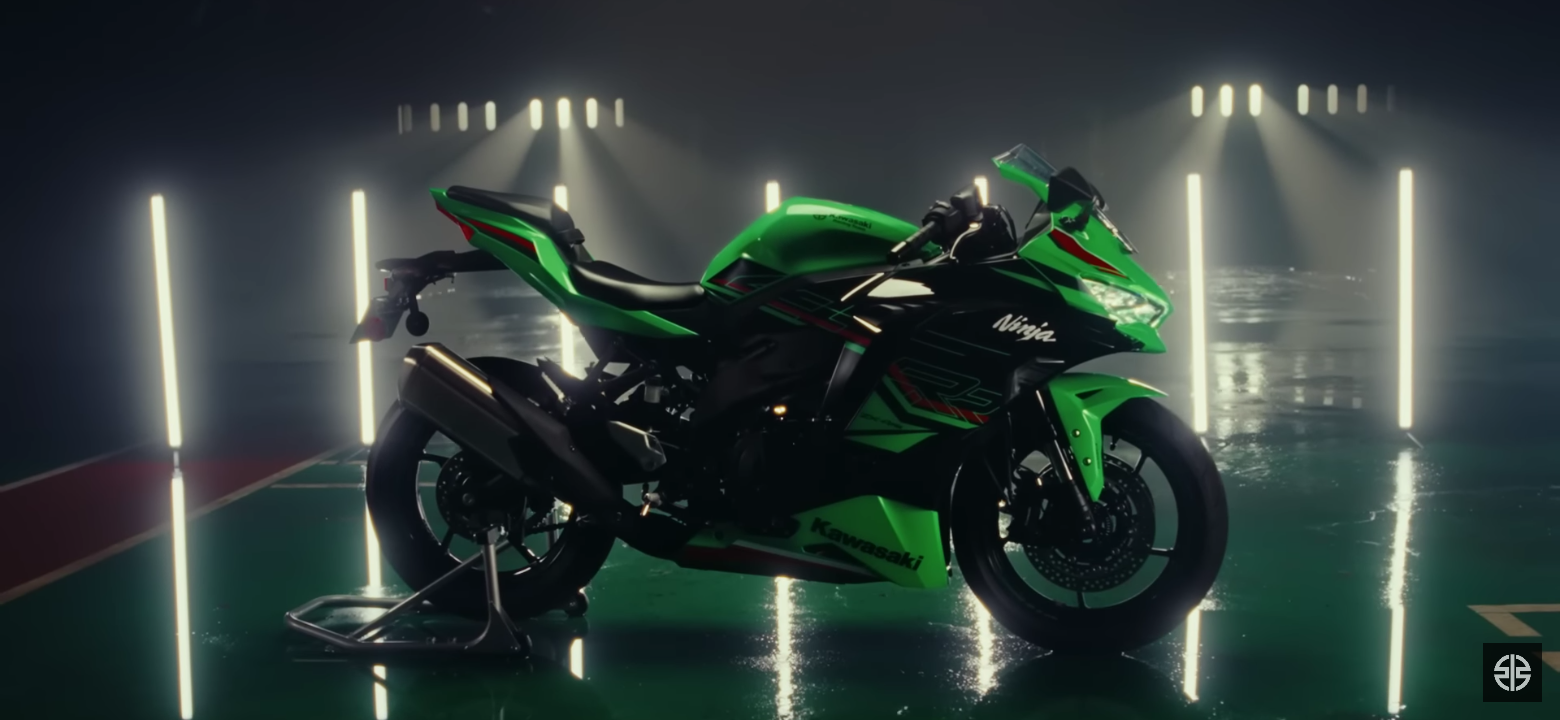
Kawasaki ZX-4RR